# Empis barbitos
Empis barbitos är en tvåvingeart som beskrevs av Smith 1971. Empis barbitos ingår i släktet Empis och familjen dansflugor.
Artens utbredningsområde är Zimbabwe. Inga underarter finns listade i Catalogue of Life.